# Rutilus rubilio
Rutilus rubilio és una espècie de peix cipriniforme de la família dels ciprínids.

## Morfologia
Els mascles poden assolir els 25 cm de longitud total.

## Distribució geogràfica
Es troba a Albània, Croàcia, Itàlia, Eslovènia, Bòsnia i Hercegovina i Grècia.